# کوین دی بروینه
کوین دی بروینه (به فلامان: Kevin De Bruyne) (تلفظ هلندی: [də ˈbrœynə]) (زاده ۲۸ ژوئن ۱۹۹۱) بازیکن فوتبال اهل بلژیک است که برای باشگاه فوتبال ناپولی به عنوان هافبک میانی بازی می‌کند.
دی بروینه سابقه بازی در تیم‌های خنک، وردر برمن، چلسی و وولفسبورگ را دارد. وی سابقه ۱۰۹ بازی و ۳۰ گل ملی و همچنین کاپیتانی تیم ملی بلژیک را در کارنامهٔ خود دارد. دی بروینه کار خود را در خنک آغاز کرد، جایی که او در زمان قهرمانی در لیگ حرفه ای بلژیک ۱۱–۲۰۱۰ بازیکن ثابت بود. در سال ۲۰۱۲، او به باشگاه چلسی پیوست، جایی که کم استفاده شد و سپس به وردر برمن قرض داده شد. وی در سال ۲۰۱۴ با ۱۸ میلیون پوند با وولفسبورگ قرارداد امضا کرد، جایی که خود را به‌عنوان یکی از بهترین بازیکنان بوندسلیگا معرفی کرد و در قهرمانی این باشگاه در جام حذفی فوتبال آلمان و نایب قهرمانی بوندسلیگا در فصل ۱۵–۲۰۱۴ نقش اساسی داشت. در تابستان ۲۰۱۵، دی بروینه با رکورد ۵۴ میلیون پوند در باشگاه، به منچستر سیتی پیوست. او از آن زمان تاکنون چهار عنوان قهرمانی لیگ برتر انگلیس، پنج جام اتحادیه فوتبال انگلیس و یک جام حذفی فوتبال انگلیس با این باشگاه به دست آورده است. در ۱۸–۲۰۱۷، او نقش مهمی در ثبت منچستر سیتی در تبدیل شدن به تنها تیم لیگ برتری داشت که در یک فصل ۱۰۰ امتیاز کسب کرده است. در ۲۰–۲۰۱۹، دی بروینه رکورد بیشترین پاس گل در یک فصل لیگ برتر انگلیس را به نام خود ثبت کرد و به‌عنوان بهترین بازیکن فصل لیگ برتر انگلیس رسید. وی تاکنون سه بار بهترین بازیکن لیگ برتر انگلیس شده است.
وی یکی از اعضای تیم‌ ملی بلژیک بود که هم در جام جهانی ۲۰۱۴ و هم در جام ملت‌های اروپا ۲۰۱۶ به مرحله یک چهارم نهایی صعود کرد. او نماینده بلژیک در جام جهانی ۲۰۱۸ بود، جایی که بلژیک در مسابقه رده‌بندی در مقابل انگلیس پیروز شد و به مقام سومی جهان رسید.

## آمار ملی

### بازی‌های ملی
تا تاریخ ۲۳ آوریل ۲۰۲۵
| بلژیک | بلژیک | بلژیک | بلژیک  |
| سال   | بازی  | گل    | پاس گل |
| ----- | ----- | ----- | ------ |
| ۲۰۱۰  | ۱     | ۰     | ۰      |
| ۲۰۱۱  | ۱     | ۰     | ۰      |
| ۲۰۱۲  | ۶     | ۱     | ۲      |
| ۲۰۱۳  | ۱۱    | ۳     | ۵      |
| ۲۰۱۴  | ۱۱    | ۴     | ۶      |
| ۲۰۱۵  | ۸     | ۴     | ۳      |
| ۲۰۱۶  | ۱۲    | ۱     | ۶      |
| ۲۰۱۷  | ۸     | ۰     | ۳      |
| ۲۰۱۸  | ۱۰    | ۲     | ۴      |
| ۲۰۱۹  | ۶     | ۴     | ۷      |
| ۲۰۲۰  | ۴     | ۱     | ۳      |
| ۲۰۲۱  | ۱۰    | ۳     | ۷      |
| ۲۰۲۲  | ۹     | ۲     | ۱      |
| ۲۰۲۳  | ۲     | ۱     | ۲      |
| ۲۰۲۴  | ۸     | ۴     | ۱      |
| ۲۰۲۵  | ۲     | ۰     | ۲      |
| مجموع | ۱۰۹   | ۳۰    | ۵۲     |

### گل‌های ملی
| شماره | تاریخ           | میزبان   | بازی ملی | حریف       | نتیجه | رقابت                         |
| ----- | --------------- | -------- | -------- | ---------- | ----- | ----------------------------- |
| ۱     | ۱۲ اکتبر ۲۰۱۲   | بلگراد   | ۶        | صربستان    | ۳–۰   | مقدماتی جام جهانی ۲۰۱۴        |
| ۲     | ۲۲ مارس ۲۰۱۳    | اسکوپیه  | ۱۰       | مقدونیه    | ۲–۰   | مقدماتی جام جهانی ۲۰۱۴        |
| ۳     | ۷ ژوئن ۲۰۱۳     | بروکسل   | ۱۳       | صربستان    | ۲–۱   | مقدماتی جام جهانی ۲۰۱۴        |
| ۴     | ۱۵ اکتبر ۲۰۱۳   | بروکسل   | ۱۷       | ولز        | ۱–۱   | مقدماتی جام جهانی ۲۰۱۴        |
| ۵     | ۲۶ مه ۲۰۱۴      | خنک      | ۲۱       | لوکزامبورگ | ۵–۱   | دوستانه                       |
| ۶     | ۱ ژوئیه ۲۰۱۴    | سالوادور | ۲۵       | آمریکا     | ۲–۱   | جام جهانی ۲۰۱۴ برزیل          |
| ۷     | ۱۰ اکتبر ۲۰۱۴   | بروکسل   | ۲۸       | آندورا     | ۶–۰   | مقدماتی جام ملت‌های اروپا ۲۰۱۶ |
| ۸     | ۱۰ اکتبر ۲۰۱۴   | بروکسل   | ۲۸       | آندورا     | ۶–۰   | مقدماتی جام ملت‌های اروپا ۲۰۱۶ |
| ۹     | ۳ سپتامبر ۲۰۱۵  | بروکسل   | ۳۴       | بوسنی      | ۳–۱   | مقدماتی جام ملت‌های اروپا ۲۰۱۶ |
| ۱۰    | ۱۰ اکتبر ۲۰۱۵   | لا ولا   | ۳۶       | آندورا     | ۴–۱   | مقدماتی جام ملت‌های اروپا ۲۰۱۶ |
| ۱۱    | ۱۳ اکتبر ۲۰۱۵   | بروکسل   | ۳۷       | اسرائیل    | ۳–۱   | مقدماتی جام ملت‌های اروپا ۲۰۱۶ |
| ۱۲    | ۱۳ نوامبر ۲۰۱۵  | بروکسل   | ۳۸       | ایتالیا    | ۳–۱   | دوستانه                       |
| ۱۳    | ۲۸ مه ۲۰۱۶      | لانسی    | ۳۹       | سوئیس      | ۲–۱   | دوستانه                       |
| ۱۴    | ۲۷ مارس ۲۰۱۸    | بروکسل   | ۵۹       | عربستان    | ۴–۰   | دوستانه                       |
| ۱۵    | ۶ ژوئیه ۲۰۱۸    | کازان    | ۶۶       | برزیل      | ۲–۱   | جام جهانی ۲۰۱۸ روسیه          |
| ۱۶    | ۱۱ ژوئن ۲۰۱۹    | بروکسل   | ۷۰       | اسکاتلند   | ۳–۰   | مقدماتی جام ملت‌های اروپا ۲۰۲۰ |
| ۱۷    | ۹ سپتامبر ۲۰۱۹  | گلاسکو   | ۷۲       | اسکاتلند   | ۴–۰   | مقدماتی جام ملت‌های اروپا ۲۰۲۰ |
| ۱۸    | ۱۹ نوامبر ۲۰۱۹  | بروکسل   | ۷۴       | قبرس       | ۶–۱   | مقدماتی جام ملت‌های اروپا ۲۰۲۰ |
| ۱۹    | ۱۹ نوامبر ۲۰۱۹  | بروکسل   | ۷۴       | قبرس       | ۶–۱   | مقدماتی جام ملت‌های اروپا ۲۰۲۰ |
| ۲۰    | ۱۸ نوامبر ۲۰۲۰  | لوون     | ۷۸       | دانمارک    | ۴–۲   | لیگ ملت‌های اروپا ۲۱–۲۰۲۰      |
| ۲۱    | ۲۴ مارس ۲۰۲۱    | لوون     | ۷۹       | ولز        | ۳–۱   | مقدماتی جام جهانی ۲۰۲۲        |
| ۲۲    | ۱۷ ژوئن ۲۰۲۱    | کپنهاگ   | ۸۱       | دانمارک    | ۲–۱   | جام ملت‌های اروپا ۲۰۲۰         |
| ۲۳    | ۱۶ نوامبر ۲۰۲۱  | کاردیف   | ۸۸       | ولز        | ۱–۱   | مقدماتی جام جهانی ۲۰۲۲        |
| ۲۴    | ۸ ژوئن ۲۰۲۲     | بروکسل   | ۹۰       | لهستان     | ۶–۱   | لیگ ملت‌های اروپا ۲۳–۲۰۲۲      |
| ۲۵    | ۲۲ سپتامبر ۲۰۲۲ | بروکسل   | ۹۲       | ولز        | ۲–۱   | لیگ ملت‌های اروپا ۲۳–۲۰۲۲      |
| ۲۶    | ۲۸ مارس ۲۰۲۳    | کلن      | ۹۹       | آلمان      | ۳–۲   | دوستانه                       |
| ۲۷    | ۵ ژوئن ۲۰۲۴     | بروکسل   | ۱۰۰      | مونته‌نگرو  | ۳-۲   | دوستانه                       |
| ۲۸    | ۲۲ ژوئن ۲۰۲۴    | کلن      | ۱۰۳      | رومانی     | ۲-۰   | جام ملت های اروپا ۲۰۲۴        |
| ۲۹    | ۶ سپتامبر ۲۰۲۴  | دبرتسن   | ۱۰۶      | اسرائیل    | ۳-۱   | لیگ ملت های اروپا۲۰۲۴–۲۵      |
| ۳۰    | ۶ سپتامبر ۲۰۲۴  | دبرتسن   | ۱۰۶      | اسرائیل    | ۳-۱   | لیگ ملت های اروپا۲۰۲۴–۲۵      |

## افتخارات

### باشگاهی
خنک
- لیگ برتر بلژیک (۱): ۱۰–۲۰۱۱
- جام حذفی فوتبال بلژیک (۱): ۸–۲۰۰۹
- سوپر جام فوتبال بلژیک (۱):۲۰۱۱

وولفسبورگ
- جام حذفی فوتبال آلمان (۱): ۱۴–۲۰۱۵
- سوپر جام فوتبال آلمان (۱): ۲۰۱۵

منچستر سیتی
- لیگ برتر فوتبال انگلیس(۶): ۱۸–۲۰۱۷، ۱۹–۲۰۱۸، ۲۱–۲۰۲۰، ۲۲–۲۰۲۱، ۲۳–۲۰۲۲، ۲۴–۲۰۲۳
- جام حذفی فوتبال انگلستان(۲): ۱۹–۲۰۱۸، ۲۳–۲۰۲۲
- جام اتحادیه فوتبال انگلیس(۴): ۱۸–۲۰۱۷، ۱۹–۲۰۱۸، ۲۰–۲۰۱۹، ۲۱–۲۰۲۰
- سوپر جام فوتبال انگلستان(۳): ۲۰۱۸، ۲۰۱۹، ۲۰۲۴
- لیگ قهرمانان اروپا(۱): ۲۳–۲۰۲۲
  - نایب‌قهرمان ۲۱–۲۰۲۰
- سوپرجام اروپا(۱): ۲۰۲۳
- جام باشگاه‌های جهان(۱): ۲۰۲۳

### ملی
بلژیک
- جام جهانی فوتبال: ۲۰۱۸ سوم

### فردی
بهترین بازیکن جوان سال بوندسلیگا (۱): ۱۲–۲۰۱۳
تیم منتخب فصل بوندسلیگا (۱): ۱۴–۲۰۱۵
مرد سال فوتبال آلمان (۱): ۲۰۱۵
آقای پاس گل فصل بوندسلیگا (۱): ۱۴–۲۰۱۵
تیم منتخب فصل لیگ اروپا (۱): ۱۴–۲۰۱۵
آقای پاس گل فصل لیگ برتر انگلیس (۴): ۱۶–۲۰۱۷، ۱۷–۲۰۱۸، ۱۹–۲۰۲۰، ۲۲–۲۰۲۳
بهترین بازیکن فصل لیگ برتر انگلیس (۲): ۱۹–۲۰۲۰، ۲۱–۲۰۲۲
بهترین بازیکن فصل اتحادیه بازیکنان حرفه ای لیگ برتر انگلستان (۲): ۱۹–۲۰۲۰، ۲۰–۲۰۲۱
تیم منتخب فصل اتحادیه بازیکنان حرفه ای لیگ برتر انگلستان (۵): ۱۷–۲۰۱۸، ۱۹–۲۰۲۰، ۲۰–۲۰۲۱، ۲۱–۲۰۲۲، ۲۲–۲۰۲۳
بهترین بازی ساز فصل لیگ برتر انگلستان (۳): ۱۷–۲۰۱۸، ۱۹–۲۰۲۰، ۲۲–۲۰۲۳
آقای پاس گل فصل جام حذفی انگلستان (۲): ۱۸–۲۰۱۹، ۲۲–۲۰۲۳
آقای گل فصل جام اتحادیه انگلستان (۱): ۱۵–۲۰۱۶
تیم منتخب سال فیفا (۳): ۲۰۲۰، ۲۰۲۱، ۲۰۲۲
تیم منتخب سال یوفا (۳): ۲۰۱۷، ۲۰۱۹، ۲۰۲۰
تیم منتخب سال فدراسیون تاریخ و آمار فوتبال (۵): ۲۰۱۷، ۲۰۱۹، ۲۰۲۰، ۲۰۲۱، ۲۰۲۲
تیم منتخب فصل لیگ قهرمانان اروپا (۶): ۱۷–۲۰۱۸، ۱۸–۲۰۱۹، ۱۹–۲۰۲۰، ۲۰–۲۰۲۱، ۲۱–۲۰۲۲، ۲۲–۲۰۲۳
آقای پاس گل فصل لیگ قهرمانان اروپا (۱): ۲۲–۲۰۲۳
تیم منتخب سال اروپا اسپورت مدیا (۴): ۱۷–۲۰۱۸، ۱۹–۲۰۲۰، ۲۰–۲۰۲۱، ۲۱–۲۰۲۲
بهترین هافبک سال یوفا (۱): ۱۹–۲۰۲۰
بهترین بازیساز سال فوتبال جهان از نگاه فدراسیون تاریخ و آمار فوتبال (۲): ۲۰۲۰، ۲۰۲۱
توپ طلا: ۲۰۲۲ (نفر سوم)
حضور در تیم منتخب ۲۰۱۱ تا ۲۰۲۰ اروپا یا تیم منتخب دهه اخیر فوتبال اروپا
تیم منتخب جام جهانی (۱): ۲۰۱۸
آقای پاس گل لیگ ملت‌های اروپا (۱): ۲۰۲۱